# Roodsnuitboomkikker
De roodsnuitboomkikker (Scinax ruber) is een kikker uit de familie boomkikkers (Hylidae). De soort werd voor het eerst wetenschappelijk beschreven door Josephus Nicolaus Laurenti in 1768. Oorspronkelijk werd de wetenschappelijke naam Hyla rubra gebruikt.

## Uiterlijke kenmerken
Het slanke, afgeplatte lichaam is geel tot zilvergrijs of grijs. Het dier heeft een spitse snuit. De vrouwtjes worden over het algemeen iets groter. De lichaamslengte bedraagt 2,5 tot 4 centimeter.

## Levenswijze
Deze kikker is in hoofdzaak terrestrisch. In de paartijd proberen de mannetjes een partner aan zich te binden, door zo hard mogelijk te roepen. Het vrouwtje selecteert haar partner op de omvang. Haar voorkeur gaat uit naar 20% kleinere mannetjes dan zijzelf, hetgeen een garantie is op een zo nauw mogelijk contact met de cloaca en dus een betere bevruchting van een groter aantal eieren. De eieren worden over de poel verdeeld om zo de kans op predatie te verkleinen.

## Verspreiding en leefgebied
Deze soort komt voor in delen van Midden- en Zuid-Amerika. De kikker is aangetroffen in de landen Bolivia, Brazilië, Colombia, Ecuador, Frans-Guyana, Guyana, Panama, Peru, Suriname, Trinidad en Tobago, Venezuela en mogelijk Paraguay. De soort werd geïntroduceerd in Martinique, Puerto Rico en Saint Lucia.